# اللجنة الوطنية الأولمبية المغربية
اللجنة الأولمبية المغربية هي ممثل للمغرب لدى اللجنة الأولمبية الدولية، تأسست في عام 1959، ومعترف بها من قبل اللجنة الأولمبية الدولية في عام 1959.

## وظيفة اللجنة
- تقديم وإعداد وتنفيذ مشاركة المغرب في دورة الألعاب الأولمبية والألعاب الإقليمية الأخرى التي تأذن بها اللجنة الأولمبية الدولية بالتعاون مع الاتحادات الرياضية الوطنية والسلطات العامة.
- ضمان تطوير وحماية الحركة الأولمبية والرياضة.
- ضمان الامتثال للوائح وقرارات اللجنة الأولمبية الدولية.

## تدرج الرؤساء
| الاسم                      | التاريخ     |
| -------------------------- | ----------- |
| الحسن الثاني بن محمد       | 1959 – 1965 |
| الحاج محمد بن جلون         | 1965 – 1973 |
| حسن الصفريوي               | 1973 – 1977 |
| الدكتور محمد طاهيري الجوطي | 1977 – 1978 |
| المهدي بلمجدوب             | 1978 – 1978 |
| الرشيدي العلمي             | 1978 – 1993 |
| حسن الصفريوي               | 1993 – 1993 |
| حسني بنسليمان              | 1993 – 2017 |
| فيصل العرايشي              | 2017 – الآن |

## اللجنة التنفيذية
- الرئيس: فيصل لعرايشي

- نواب الرئيس: كمال لحلو، وفوزي لقجع، وعبد السلام أحيزوني

- الأمين العام: مأمون بلعباس

- أمين الصندوق: عمر بلالي

- الأعضاء: جواد بلحاج، والطاهر بوجوالة، ومحمد بلماحي، ويوسف فتحي، وعبد اللطيف إدماحة

## جوائز مشاركات المغرب

### الألعاب الأولمبية
فاز الرياضيون المغاربة في الألعاب الأولمبية بما مجموعه 26 ميدالية: 21 ميدالية في ألعاب القوى، أربعة في الملاكمة وواحدة في كرة القدم. الرياضيون المغاربة الأربعة الذين فازوا بميداليات متعددة هم هشام الكروج، بميداليتين ذهبيتين وميدالية فضية واحدة، وسعيد عويطة، بذهبية واحدة وبرونزية واحدة، وحسنة بنحسي، بفضية واحدة وبرونزية واحدة، وسفيان البقالي، بميداليتين ذهبيتين.
| الدورة | المستضيف  | الميدالية | الرياضي            | الفعالية      |
| ------ | --------- | --------- | ------------------ | ------------- |
| 1960   | روما      | فضة       | راضي بن عبد السلام | ماراثون       |
| 1984   | لوس أنجلس | ذهب       | نوال المتوكل       | 400 متر حواجز |
| 1984   | لوس أنجلس | ذهب       | سعيد عويطة         | 5000 متر      |
| 1988   | سيول      | ذهب       | إبراهيم بوطيب      | 10000 متر     |
| 1988   | سيول      | برونز     | سعيد عويطة         | 800 متر       |
| 1992   | برشلونة   | ذهب       | خالد سكاح          | 10000 متر     |
| 1992   | برشلونة   | فضة       | رشيد البصير        | 1500 متر      |
| 1996   | أتلانتا   | برونز     | صلاح حيسو          | 10000 متر     |
| 1996   | أتلانتا   | برونز     | خالد بولامي        | 5000 متر      |
| 2000   | سيدني     | فضة       | هشام الكروج        | 1500 متر      |
| 2000   | سيدني     | برونز     | علي الزين          | 3000 متر      |
| 2000   | سيدني     | برونز     | إبراهيم لحلافي     | 5000 متر      |
| 2000   | سيدني     | برونز     | نزهة بدوان         | 400 متر حواجز |
| 2004   | أثينا     | ذهب       | هشام الكروج        | 1500 متر      |
| 2004   | أثينا     | ذهب       | هشام الكروج        | 5000 متر      |
| 2004   | أثينا     | فضة       | حسنة بنحسي         | 800 متر       |
| 2008   | بيكين     | فضة       | جواد غريب          | ماراثون       |
| 2008   | بيكين     | برونز     | حسنة بنحسي         | 800 متر       |
| 2012   | لندن      | برونز     | عبد العاطي إيكدير  | 1500 متر      |
| 2020   | طوكيو     | ذهب       | سفيان البقالي      | 3000 متر      |
| 2024   | باريس     | ذهب       | سفيان البقالي      | 3000 متر      |

| الدورة | المستضيف      | الميدالية | الرياضي        | الوزن |
| ------ | ------------- | --------- | -------------- | ----- |
| 1988   | سيول          | برونز     | عبد الحق عشيق  | 57 كغ |
| 1992   | برشلونة       | برونز     | محمد عشيق      | 54 كغ |
| 2000   | سيدني         | برونز     | طاهر التمسماني | 54 كغ |
| 2016   | ريو دي جانيرو | برونز     | محمد ربيعي     | 69 كغ |

| الدورة | المستضيف | الميدالية | الفريق |
| ------ | -------- | --------- | --- |
| 2024   | باريس    | برونز     | منتخب المغرب الأولمبي - فئة الرجال - منير محمدي أشرف حكيمي أكرم النقاش مهدي بوكامير عادل تاحيف بنيامين بوشواري إلياس بن صغير بلال الخنوس سفيان رحيمي إلياس أخوماش زكرياء الواحدي رشيد غانمي ياسين كيشتا أسامة ترغلين المهدي موهوب عبد الصمد الزلزولي أسامة العزوزي أمير ريتشاردسون |

### ألعاب البحر الأبيض المتوسط
| الذهبية | الفضية | البرونزية | مجموع الميداليات | الترتيب العام |
| ------- | ------ | --------- | ---------------- | ------------- |
| 72      | 90     | 116       | 278              | 10            |

## وصلات خارجية
- (بالفرنسية) الموقع الرسمي للجنة الأولمبية الوطنية